# Гудков, Александр Фёдорович
Александр Фёдорович Гудков (1930 — 1992) — советский партийный деятель. Первый секретарь Курского обкома КПСС в 1970–1988. Депутат Совета Союза Верховного Совета СССР 8-11 созывов (1970—1989) от Курской области. Кандидат в члены ЦК КПСС (1971–1976), член ЦК КПСС (1976–1989).

## Биография
Родился в с. Любимовка Кореневского района (ныне — Курской области), русский; окончил Рыльский сельскохозяйственный техникум. После окончания Воронежского сельскохозяйственного института в 1955 году работал в Курской области главным агрономом Кремяновской МТС. С 1958 года начальник райсельхозинспекции, председатель исполкома Медвенского районного Совета депутатов трудящихся.
Член КПСС с 1958 года. С 1961 года первый секретарь райкома КПСС, инструктор, заведующий отделом Курского обкома КПСС. В январе 1968 года был избран секретарём обкома КПСС, в апреле 1970 года избран первым секретарём обкома КПСС. Освобожден от занимаемой должности по состоянию здоровья. С 1988 года — директор областной школы по подготовке партийно-хозяйственных кадров.

## Награды
- 2 ордена Ленина (в том числе 9.01.1980[5][6])
- орден Октябрьской Революции
- орден «Знак Почёта»
- медали

## Память
На доме № 108 по ул. Ленина, где он жил, в 1992 году установлена мемориальная доска, в апреле 2006 года мемориальная доска установлена также на его родине, на здании средней школы в с. Любимовка.
Решением Курского городского собрания от 16 декабря 2014 года, новой улице, образованной от улицы Дубровинского до улицы Фестивальная в Железнодорожном и Центральном округах города Курска, присвоено наименование «улица Гудкова».